# Golden Beach (Floride)
Pour les articles homonymes, voir Golden Beach.
Golden Beach est une ville américaine située dans le comté de Miami-Dade en Floride.

## Démographie
| 1930 | 1940 | 1950 | 1960 | 1970 | 1980 |
| ---- | ---- | ---- | ---- | ---- | ---- |
| 36   | 83   | 156  | 413  | 849  | 612  |

| 1990 | 2000 | 2010 | - | - | - |
| ---- | ---- | ---- | - | - | - |
| 774  | 919  | 919  | - | - | - |

Selon le recensement de 2010, Golden Beach compte 919 habitants. La municipalité s'étend sur 0,41 milles carrés (1,06 km2), dont 0,34 milles carrés (0,88 km2) de terres.